# Hotel Bazar w Poznaniu

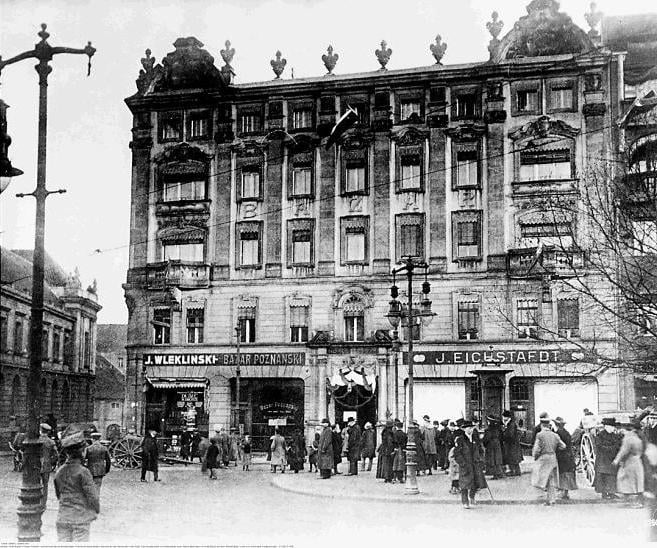
Hotel Bazar w czasie powstania wielkopolskiego

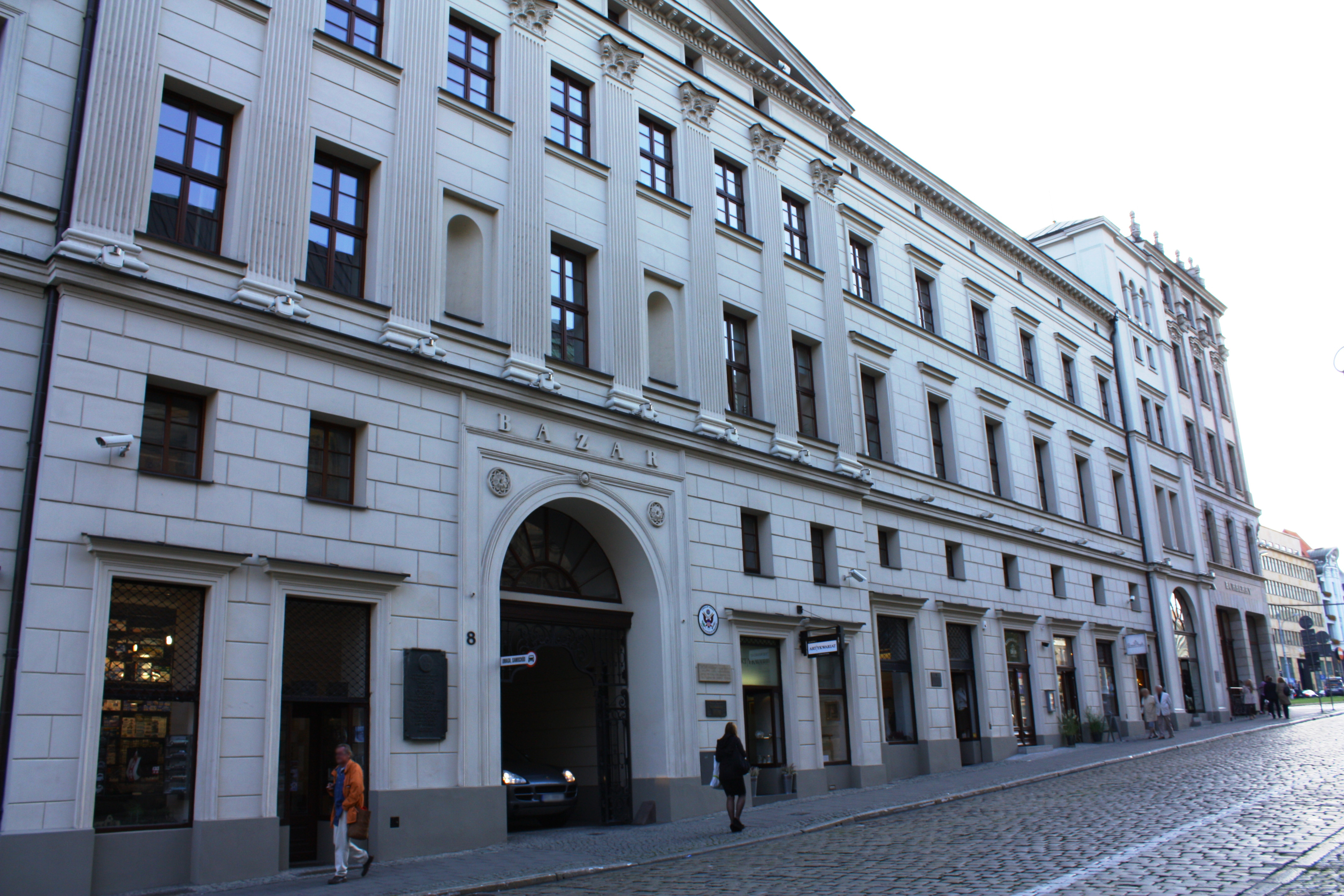
Starsze skrzydło - elewacja północna od ul. Paderewskiego

Hotel Bazar, znany także jako Bazar Poznański – prestiżowy, historyczny kompleks hotelowo-usługowo-społeczny, zlokalizowany na skrzyżowaniu Alej Karola Marcinkowskiego i ulicy Ignacego Paderewskiego w Poznaniu, na skraju Starego Miasta. Budynek od 1987 roku jest w trakcie odbudowy.

## Historia

### Fundatorzy i cele
24 czerwca 1838 została powołana Spółka Akcyjna Bazar, a w skład jej komitetu wykonawczego weszli: lekarz i społecznik - Karol Marcinkowski, ziemianie: Józef Łubieński, Józef Szułdrzyński, Maciej Mielżyński oraz sędzia Gregor, mistrz ciesielski Antoni Krzyżanowski i kupiec Stanisław Powelski, a większość akcjonariuszy stanowili ziemianie. 
Statutowym zadaniem spółki było popieranie pożytecznych inicjatyw, co oznaczało w efekcie rezygnację przez akcjonariuszy z całości lub części zysku, który przekazywany był na cele społeczne. Inną zasadą było wydzierżawianie sklepów jedynie Polakom. 
W 1838 komitet zatwierdził projekt Ernsta Steudenera i w tym samym roku ruszyła budowa pod kierownictwem architekta E. Steudenera i A. Krzyżanowskiego. 

### Budowa
Gmach hotelu zaczęto wznosić przy nowo powstałej ul. Nowej (dziś ul. Ignacego Paderewskiego), która łączyła Rynek z Alejami Wilhelmowskimi (obecnie aleje noszą imię Karola Marcinkowskiego, inicjatora Bazaru).  
Kamień węgielny wmurowano 21 listopada 1839, a budowa zakończyła się w 1842 roku. Początkowo hotel nie dochodził do Alej Wilhelmowskich, dopiero wtedy, gdy wykupiono przyległą narożną kamienicę, możliwe było zbudowanie w latach 1898–1899 drugiego skrzydła, według projektu Rogera Sławskiego. Był to wówczas największy świecki budynek w mieście (do czasu wzniesienia Zamku Cesarskiego). 

### Działalność
W Bazarze swoją siedzibę miały takie inicjatywy jak Centralne Towarzystwo Gospodarskie, Bank Włościański (do 1898), Towarzystwo Naukowej Pomocy dla Młodzieży Wielkiego Księstwa Poznańskiego, Towarzystwo Ludoznawcze, Towarzystwo Wykładów Ludowych, Kasyno Towarzyskie (później Koło Towarzyskie), a także przez pewien okres Poznańskie Towarzystwo Przyjaciół Nauk. 
Tu powstały takie tytuły prasowe jak: Dziennik Poznański, Kurier Poznański i Orędownik. Obradował tu Centralny Komitet Wyborczy, który przygotowywał polskie listy kandydatów do Sejmu Pruskiego i Parlamentu Rzeszy. Miał tu swój „sklep żelazny” Hipolit Cegielski.
Koło towarzyskie skupiało polskich patriotów (w 1858 według danych policji na 295 członków 78 uznano za „skompromitowanych politycznie”) ze wszystkich klas społecznych, od hrabiów Augusta Cieszkowskiego oraz Tytusa i Jana Działyńskich po młynarza Józefa Essmana. Dobrym przykładem solidaryzmu społecznego było usunięcie przez członków koła z sali Marcina Kasprzaka, który usiłował zakłócić zebranie, nawołując do rewolucji komunistycznej, jedynie przy użyciu własnych sił. 
W 1848 miał tu siedzibę Komitet Narodowy – rząd podczas powstania w 1848, czyli Wiosny Ludów; w hotelu nocował również Ignacy Jan Paderewski, którego przemówienie z okna w dniu 26 grudnia 1918 uruchomiło kaskadę zdarzeń, które doprowadziły do wybuchu powstania wielkopolskiego. 
W okresie międzywojennym Hotel Bazar pełnił funkcję luksusowego hotelu słynącego z restauracji o olbrzymim wyborze win. 
Po zajęciu Polski przez Niemcy we wrześniu 1939 zmieniono jego nazwę na Posener Hof. Nazwę hotelu zmieniono na pierwotną w styczniu 1945. W tym też roku spłonął.

### PoII wojnie światowej
Z polecenia władz państwowych miał przyjąć gości na targi międzynarodowe w końcu maja 1949, mimo braku jakichkolwiek planów budowlanych oprócz kopii planu geodezyjnego. Henryk Marcinkowski odbudował go głównie na podstawie monografii spółki Bazar z 1938, zawierającą plany poszczególnych kondygnacji bez skali i wymiarowania. Na pierwszym piętrze powstała m.in. socrealistyczna polichromia zatytułowana Lech, Czech i Rus. Zespołem malarzy dekorujących hotel kierował Alfred Lenica. 
W 1950 przejęty został przez Orbis, który nie był zainteresowany całkowitym sfinalizowaniem jego odbudowy. 

Po 1990 budynek odzyskała przedwojenna spółka Bazar Poznański, która rozpoczęła jego remont.

## Opis budynku
Fasada od ul. Paderewskiego w stylu neoklasycystycznym z podniesionym do poziomu dachu portykiem dzielonym pilastrami, a zwieńczona trójkątnym tympanonem, po bokach dwie czworoboczne wieże. Skrzydło od Alej Marcinkowskiego wykonano w stylu neobarokowym według projektu Rogera Sławskiego.
19 października 2011 na frontonie budynku odsłonięto brązową tablicę upamiętniającą koncerty Henryka Wieniawskiego i Józefa Wieniawskiego. W treści informacji umieszczonej na tablicy zawarto m.in. słowa: „W tym hotelu mieszkał i koncertował w latach 1854–1878 kompozytor i wirtuoz skrzypiec Henryk Wieniawski z bratem Józefem” oraz „Wasze melodyje w duszach pieszczone, trwać będą w sercach Wielkopolany”. Odsłonięcia dokonali skrzypek Maksim Wiengierow, dyrektor Międzynarodowych Konkursów im. Henryka Wieniawskiego Andrzej Wituski oraz prezes Fundacji Rozwoju Miasta Poznania Ryszard Olszewski podczas towarzyszącego wydarzenia XIV Międzynarodowego Konkursu Skrzypcowego im. H. Wieniawskiego. Tablica powstała z inicjatywy i funduszy Towarzystwa Muzycznego im. Henryka Wieniawskiego oraz Fundacji Rozwoju Miasta Poznania, a jej twórcą jest artysta rzeźbiarz Roman Kosmala.

## Goście
W Bazarze nocowały, występowały, obradowały lub udzielały prelekcji m.in. następujące osoby:

- Aleksandr Alechin
- Władysław Anders
- Adam Asnyk
- Michał Bobrzyński
- Zygmunt Celichowski
- Józef Chociszewski
- Bernard Chrzanowski
- Andrzej Chwalba[10]
- August Cieszkowski
- Richard Coudenhove-Kalergi
- Adorján Divéky
- Józef Dowbor-Muśnicki
- James Eric Drummond
- Irena Dubiska
- Charles Joseph Dupont
- Benedykt Dybowski
- Wawrzyniec Benzelstjerna Engeström
- Stanisław Estreicher
- Oswald Frank
- Charles de Gaulle
- Franciszek Ksawery Godebski
- Ferdynand Goetel
- Roman Górecki
- Władysław Grabski
- Stanisław Gruszczyński
- Adam Grzymała-Siedlecki
- Józef Haller
- Adolf Hitler
- Philipp Hoyoll[11]
- Witold Hulewicz
- Kazimiera Iłłakowiczówna
- Tadeusz Jackowski[12]
- Krzysztof Jakowicz[13]
- Cezary Jellenta
- Juliusz Kaden-Bandrowski
- Marcin Kasprzak
- Apolinary Kątski
- Jan Kiepura[14]
- Franciszek Kleeberg
- Edmund Knoll-Kownacki
- Raul Koczalski
- Gertruda Konatkowska
- Wojciech Korfanty
- Józef Kotarbiński
- Józef Ignacy Kraszewski[14]
- Leopold Kronenberg
- Bolesław Krysiewicz
- Eugeniusz Kwiatkowski
- Karol Libelt
- Ferenc Liszt
- Waldemar Łazuga[10]
- Jadwiga Łuszczewska
- Józef Majer
- Karol Miarka
- Nuna Młodziejowska-Szczurkiewiczowa
- Helena Modrzejewska
- Jędrzej Moraczewski
- Kajetan Morawski
- Marceli Motty
- Tomasz Nałęcz[10]
- Zofia Nałkowska
- Ferdynand Ossendowski
- Ignacy Jan Paderewski
- Jan Parandowski
- Carlotta Patti
- Józef Piłsudski
- Bohdan Podoski
- Edward Poniński
- Władysław Raczkiewicz
- Janusz Radziwiłł
- Maria Rodziewiczówna
- Antoni Roman
- Henri Le Rond
- Józef Rostafiński
- Jan Rymarkiewicz
- Leon Sapieha
- Władysław Seyda
- Wanda Siemaszkowa
- Henryk Sienkiewicz
- Wacław Sieroszewski
- Stanisław Skwarczyński
- Walery Sławek
- Felicjan Sławoj-Składkowski
- Władysław Syrokomla
- Józef Śliwiński
- Stanisław Tarnowski
- Edward Taylor
- Bronisław Trentowski
- Aniela Tułodziecka
- Henryk Wieniawski
- Józef Wieniawski
- Stanisław Wojciechowski
- Jan Woźnicki
- Władysław Marian Zawadzki
- Emil Zegadłowicz
- Józef Zeyland
- Florian Znaniecki[15][16]

## Bazar w literaturze
Wizyta szachisty Aleksandra Alechina w Bazarze (1928), celem odbycia 32 pojedynków symultanicznych, jest kanwą powieści kryminalnej autorstwa Piotra Bojarskiego Arcymistrz (2015) - grafika z budynkiem znalazła się na okładce książki.
Bazar jest również miejscem powieści kryminalnej autorstwa Katarzyny Kwiatkowskiej Zgubna trucizna (2017), rozgrywającej się w lutym 1901 (również i tu grafika z budynkiem znalazła się na okładce książki).

## Galeria

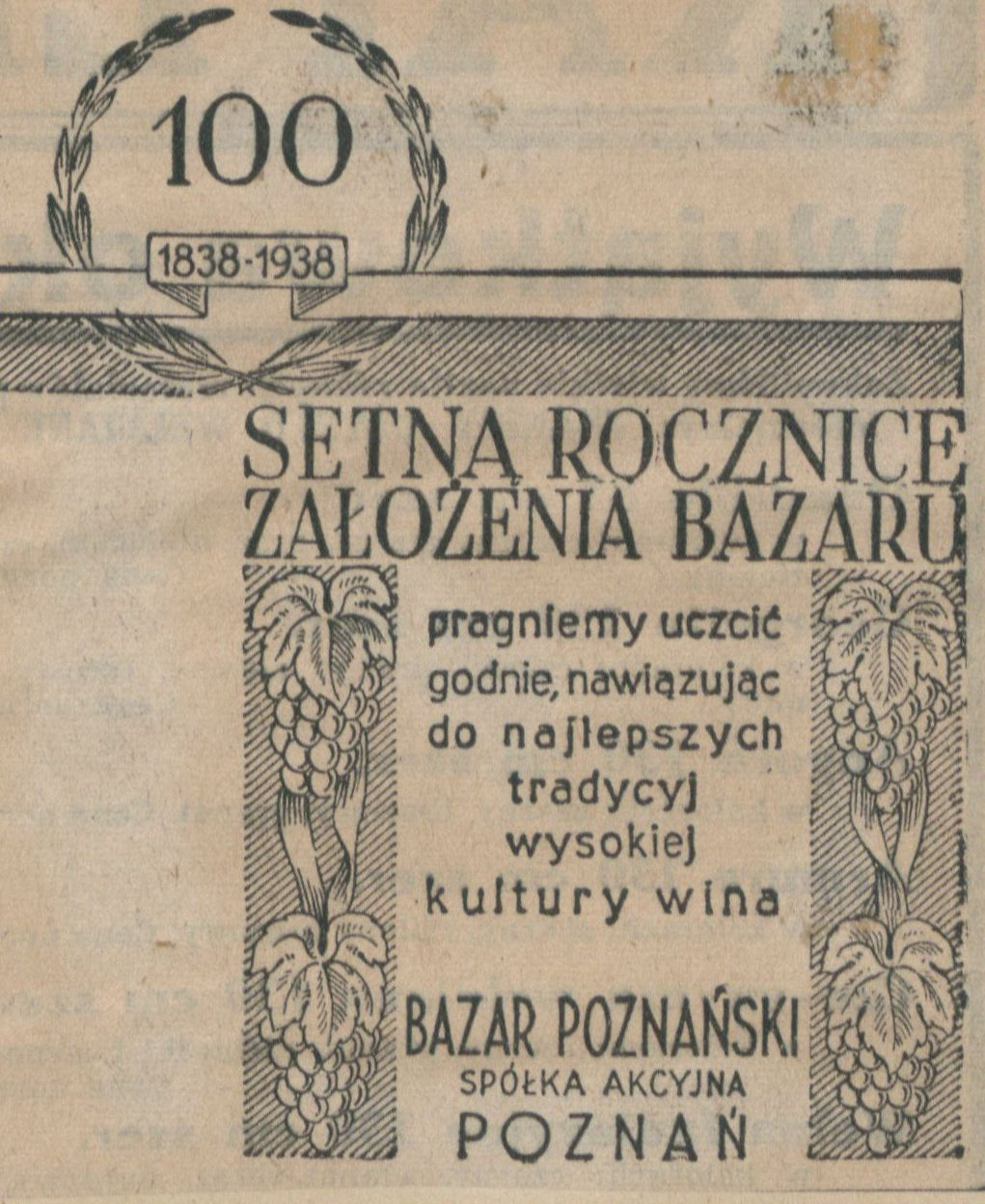
100-lecie hotelu Bazar w 1938 (ze zbiorów Archiwum Państwowego w Poznaniu)
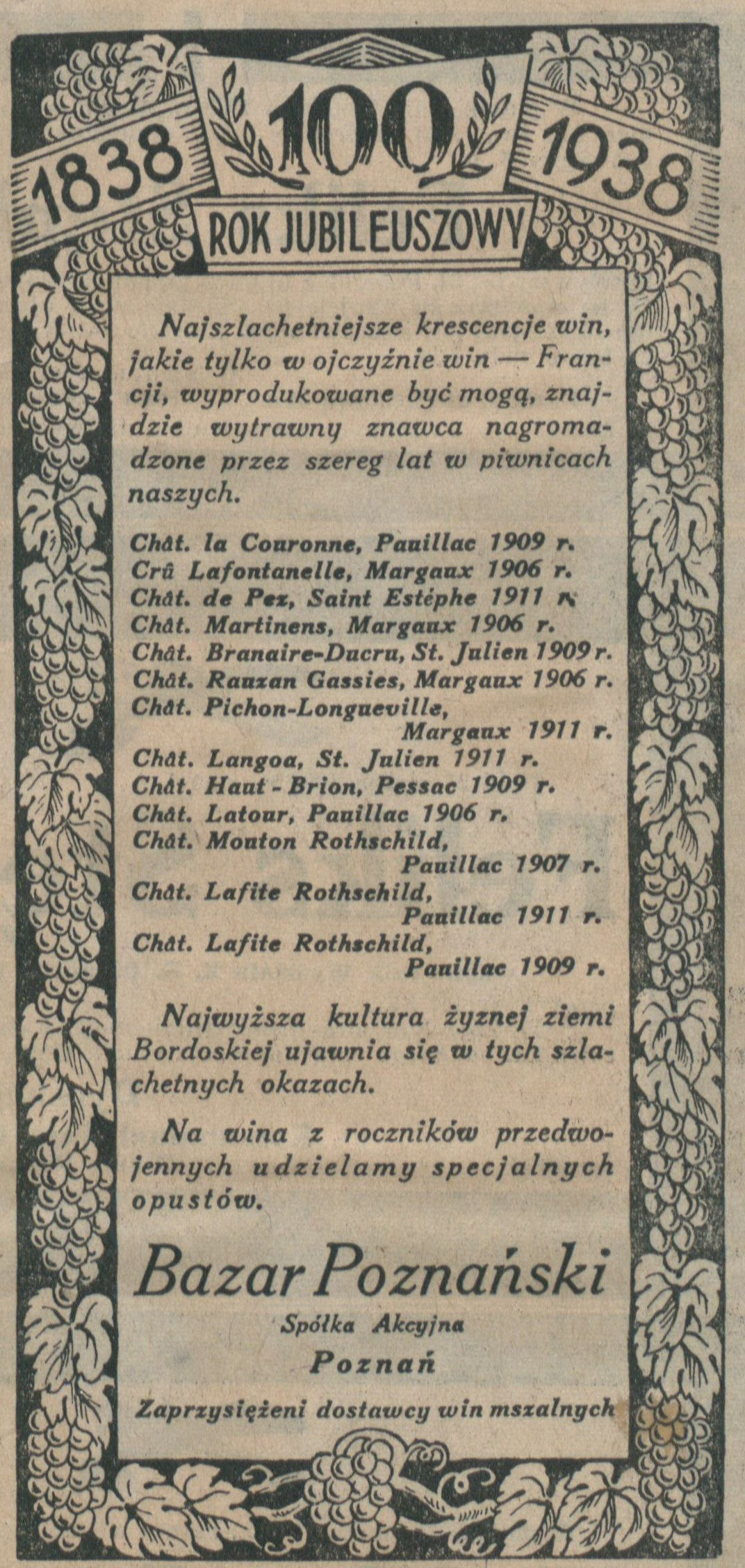
100-lecie hotelu Bazar w 1938 (ze zbiorów Archiwum Państwowego w Poznaniu)
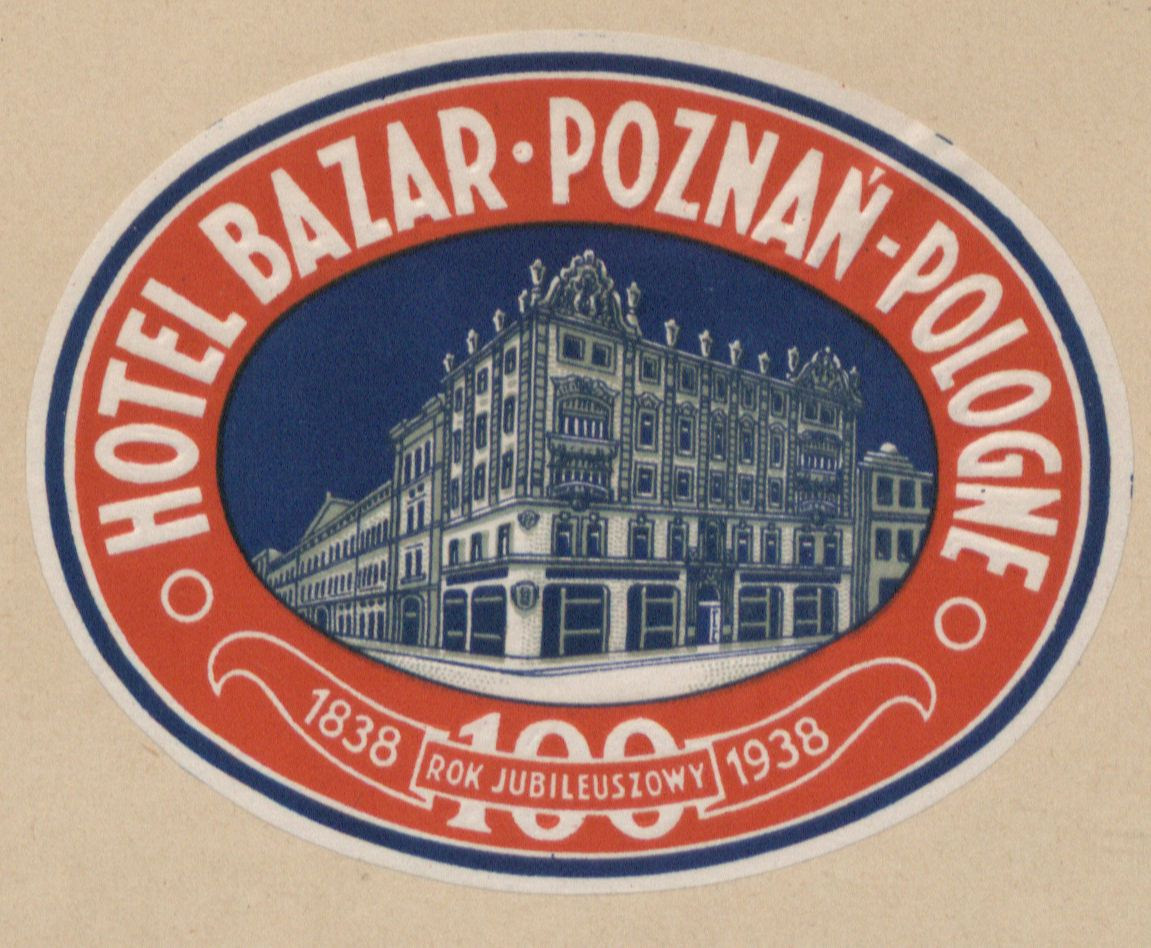
100-lecie hotelu Bazar w 1938 (ze zbiorów Archiwum Państwowego w Poznaniu)
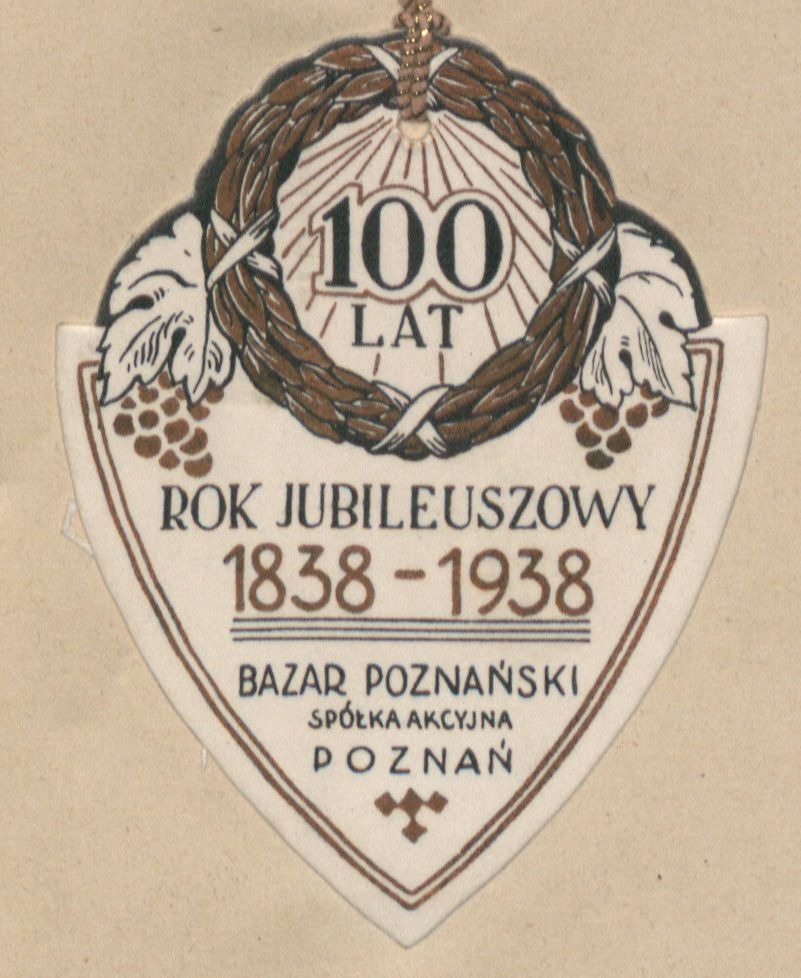
100-lecie hotelu Bazar w 1938 (ze zbiorów Archiwum Państwowego w Poznaniu)
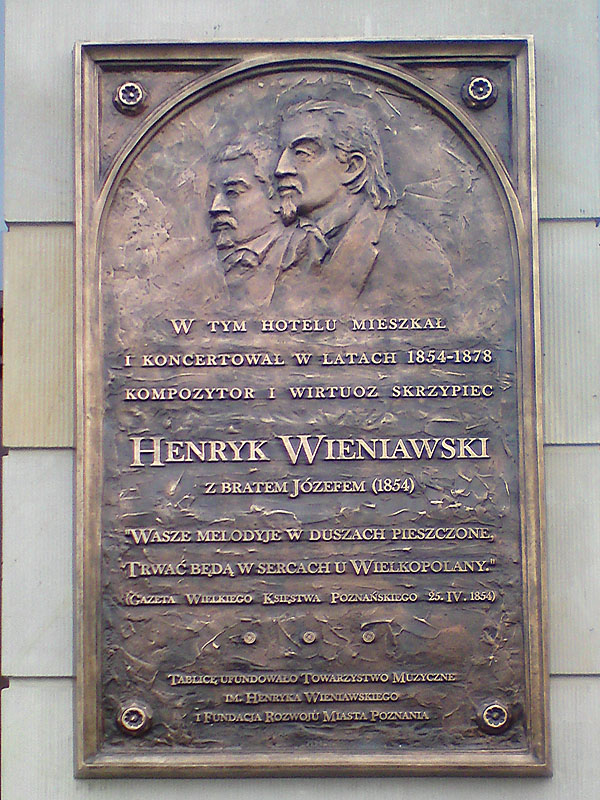
Znajdująca się na elewacji tablica upamiętniająca Henryka i Józefa Wieniawskich